# 大阪市交通局3000形電車
大阪市交通局3000形電車（おおさかしこうつうきょく3000がたでんしゃ）は、1953年に製造された、かつて大阪市交通局（大阪市電）に在籍していた路面電車車両である。「無音電車」と呼ばれた、大阪市電の和製PCCカー第1号車である。

## 登場まで
1950年代に入ると戦後の混乱期も収束を迎え、朝鮮戦争の特需景気もあって経済も復興してきたことから、都市内において物や人の動きが活発になってきた。さすがに乗用車の普及にまで至っていなかったが、バス路線は都心から郊外に向かって新設・復活され、トラックなどの商業用の自動車の台数は増加の一途をたどった。このような状況の下、路面電車の運行に支障をきたすような事態も起きるようになっていたことから、路面電車事業者の間でも従来とは異なる高性能車両の導入が望まれるようになってきていた。
日本に先駆けてモータリゼーションが進行していたアメリカでは、1930年代に入ると画期的な高性能路面電車であるPCCカーを導入し、一定の成果を挙げていた。日本にもPCCカーの情報は入ってきていたが、太平洋戦争開始前後の時期であったことから、正式な技術交流がなされることはなく、超多段式の間接制御装置を阪神国道線71形（金魚鉢）に採用したり、弾性車輪を神戸市電700形（ロマンスカー）に採用したりするなど、技術の断片的な導入にとどまっていたが、アメリカとの技術交流は戦後の混乱が収まる頃から再開され、PCCカーに関する詳細な情報を入手できるようになった。
その後、1949年頃からは将来の路面電車車両の研究が始まり、1951年に登場した横浜市電1500形や1953年に登場した名古屋市電1800形といった車両が、吊掛駆動ながらも間接制御や新型台車などを採用し、PCCカーや無音電車のふれこみで登場した。これらの車両の新造と並行して、PCCカーの導入も検討されるようになったが、高額の特許権使用料と日本PCCカー導入技術委員会への加入といった条件が導入への大きな障害となっていた。そこで当時の六大都市（東京、横浜、名古屋、京都、大阪、神戸）の交通局では「無音電車規格統一研究会」を設置、統一仕様を定めた。3000形は東京都電5500形5502号よりも1ヶ月早く落成した、同統一仕様の第1号車である。

## 概要
3000形は、大阪市電創業50周年の記念すべき年である1953年10月に3001号の1両が川崎車輌で製造された。
車体は、戦後増備された2001形、2101形の流れを引き継ぐ前中ドア式、窓配置D5D4の中型車であるが、これらの形式から大きくモデルチェンジし、戦前の901形や861形（旧2001形）、868形（旧2011形）のイメージを引き継ぐ流線型の車体となった。しかし、車体のデザインは近代的にリファインされて、側面上段窓は固定窓のためにHゴムを活用し、前面は中央運転台部分の窓を大きくとり、左右の窓を通風用の外開き式の小窓にするという、従来の前面3枚窓車のデザインを大きく変えるものとなった。また、中央運転台上部には長楕円形の表示窓を3分割した表示幕を設け、中央は行先表示、右側は系統表示とした。ヘッドライトは行先表示幕の上に装備していた。この新・大阪市電スタイルというべき車体は、前面の行先・系統表示や側面の車掌台部分を改善されて、後の2201・2601・3001の各形式に継承されていった。
内装は大阪市電では初めて千鳥式配置のセミクロスシート（運転台右側に前向き一方のクロスシートを配置）を採用した。セミクロスシートを採用したのは、弾性車輪を採用したために定員を減らすことによって車輪への負荷を軽減するためである。
台車・電装品は、台車は弾性車輪つきのウィングばね台車である住友金属工業FS-251を装着し、制御装置は三菱電機AB-54-6MDBを装備、主電動機は三菱電機MB-1432A（端子電圧300V時1時間定格出力41.25kW）を4基搭載して直角カルダン駆動方式で駆動した。これらの技術を採用したことによって騒音や振動が画期的に減少し、高加減速、防音、防振といった所期の目的を達成することができた。
このように、3000形は試作的要素の強い車輌であったことから、1両のみの製造にとどまった。また、登場後しばらくの間は、車体広告枠や車内の中吊り広告枠で「音無し電車　この電車の乗り心地をお試しください」と乗客や市民にPRしていた。

## 配属及び運用
3000形は今里車庫に配属され、同車庫のメインラインである5号系統（今里 - 上本町六 - 湊町駅前 - 境川町 - 玉船橋）、6号系統（今里 - 日本橋一 - 北浜二 - 淀屋橋 - 大阪駅）を中心に運用された。当初は5・6号系統専用であったが、後には8号系統（阿倍野橋 - 下味原町 - 玉造 - 四ツ橋 - 本田町一）や27号系統（上本町六 - 大正橋 - 鶴町四）などの系統にも投入されている。

## その後

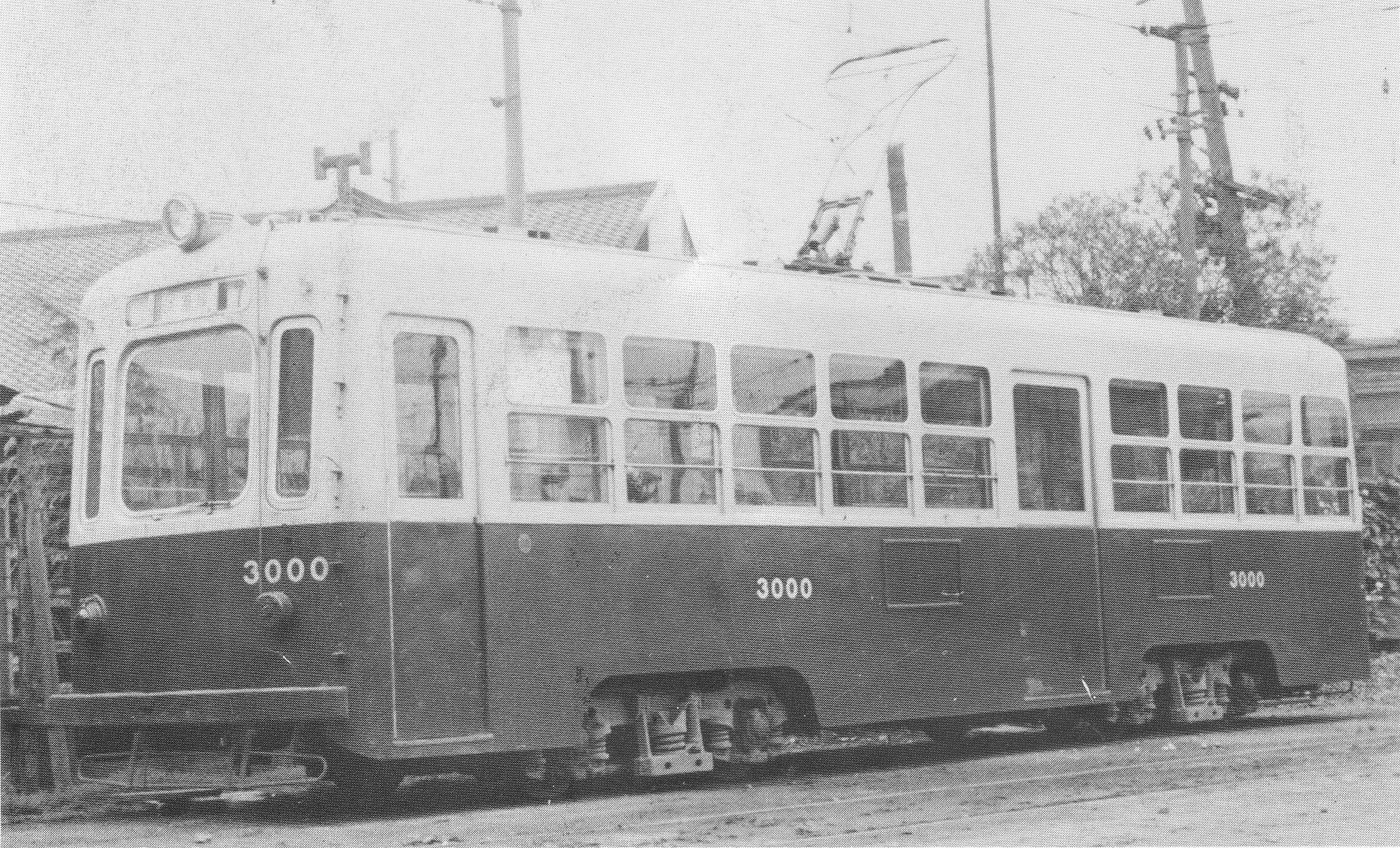
3000に改番後（1956年9月、今里車庫）

翌1954年に登場した2201形は、間接制御や弾性車輪を採用したものの、カルダン駆動の採用は時期尚早として吊掛駆動車として登場した。その後も3000形による営業運転を通じた長期実用試験は続けられ、蓄積したデータをもとに3001形が1956年に満を持して登場した。3001形の登場によって番号を3000号に改番、その後も今里車庫に配属されていたが、1966年に廃車された。
廃車後は保存車として森之宮車両工場に保管されていたが、敷地が手狭になり保存車の保管場所を移転する事になった時、保存対象から外されて1972年に解体され、その後は台車が同工場の正面玄関に保存されていた。
現在は、工場北側の車両保存庫内に移動のうえ、他の保存台車と一緒に保存されている。